# Sagrado Corazón (Santistevan)
Sagrado Corazón ist eine Landstadt im Departamento Santa Cruz im südamerikanischen Anden-Staat Bolivien.

## Lage im Nahraum
Sagrado Corazón ist die zweitgrößte Ortschaft des Municipios San Pedro in der Provinz Obispo Santistevan. Die Stadt liegt auf einer Höhe von 226 m im Feuchtgebiet zwischen den Flüssen Río Piraí und Río Grande. Das Municipio San Pedro mit etwa 10.000 Einwohnern ist Kolonisationsgebiet und wird intensiv landwirtschaftlich genutzt.

## Geographie
Sagrado Corazón liegt im tropischen Feuchtklima vor dem Ostrand der Anden-Gebirgskette der Cordillera Oriental. Die Region ist erst in den letzten Jahrzehnten erschlossen worden und war vor der Kolonisierung von Monsunwald bedeckt, ist heute aber größtenteils Kulturland.
Die mittlere Durchschnittstemperatur der Region liegt bei knapp 25 °C (siehe Klimadiagramm San Pedro), die Monatswerte schwanken zwischen 21 °C im Juni/Juli und 26 bis 27 °C von Oktober bis März. Der Jahresniederschlag beträgt fast 1500 mm, die Monatsniederschläge sind ergiebig und liegen zwischen 50 mm im Juli und 250 mm im Januar.

## Verkehrsnetz
Sagrado Corazón liegt in einer Entfernung von 144 Straßenkilometern nördlich von Santa Cruz, der Hauptstadt des Departamentos.
Vom Zentrum von Santa Cruz führt die Nationalstraße Ruta 4 über 57 km in nördlicher Richtung bis Montero, von dort die Ruta 10 weiter nach Norden über 92 km über General Saavedra, Mineros und Fernández Alonso nach Sagrado Corazón und weiter in nordwestlicher Richtung über San Pedro nach Hardeman.
In Sagrado Corazón zweigt außerdem die Ruta 35 in südwestlicher Richtung ab, überquert den Río Piraí und führt über Loma Alta und Santa Rosa del Sara zur Stadt Yapacaní, wo über die Fortsetzung der Ruta 4 eine Straßenverbindung in das bolivianische Hochland besteht.

## Bevölkerung
Die Einwohnerzahl der Ortschaft ist in den vergangenen zwei Jahrzehnten um etwa die Hälfte angestiegen:
| Jahr | Einwohner | Quelle       |
| ---- | --------- | ------------ |
| 1992 | 1378      | Volkszählung |
| 2001 | 1490      | Volkszählung |
| 2012 | 1906      | Volkszählung |
| 2024 |           | Volkszählung |

Aufgrund der seit den 1960er Jahren durch die Politik geförderten Zuwanderung indigener Bevölkerung aus dem Altiplano weist die Region einen nicht unerheblichen Anteil an Quechua-Bevölkerung auf, im Municipio San Pedro sprechen 54,9 Prozent der Bevölkerung Quechua.